# Daddy-Long-Legs
Daddy-Long-Legs is een stomme film uit 1919 onder regie van Marshall Neilan. De film is geïnspireerd op het boek van Jean Webster.
Er werd ook een Nederlandse film gemaakt naar de maatstaven van het boek, genaamd Vadertje Langbeen uit 1938 in geluid, met in de hoofdrol Lily Bouwmeester.

## Verhaal
Jerusha is een rebels weesmeisje dat gratis mag studeren. Ze wordt onderhouden door de rijke, maar mysterieuze Jervis Pendleton. Als de rebelse tiener zicht ontwikkelt tot een volwassen vrouw die een voorbeeld is voor alle andere jongedames, wordt Jervis verliefd op haar.

## Rolverdeling
| Acteur           | Personage        |
| ---------------- | ---------------- |
| Mary Pickford    | Jerusha Abbott   |
| Milla Davenport  | Mevrouw Lippett  |
| Mahlon Hamilton  | Jervis Pendleton |
| Marshall Neilan  | Jimmie McBride   |
| Wesley Barry     | Wees             |
| Jeanne Carpenter | Wees             |
| Estelle Evans    | Wees             |
| Fred Huntley     | Wees             |
| Joan Marsh       | Wees             |